# گلوگوواتس (بلا پالانکا)
گلوگوواتس (به صربی: Glogovac) یک روستا در صربستان است که در بلا پالانکا واقع شده‌است. گلوگوواتس ۴۷ نفر جمعیت دارد.